# Мар'ян Конечний
Мар'ян Адам Конечний (пол. Marian Adam Konieczny; нар. 13 січня 1930, Ясьонув (нині Підкарпатське воєводство), Польща — 25 липня 2017, Ярошовець, Малопольське воєводство, Польща) — польський скульптор, педагог, професор, ректор Краківської академії мистецтв (1972—1981), громадський діяч, депутат Сейму Польської Народної Республіки від ПОРП у 8 та 9-му термінах (1980—1989), член Національної ради ПРОН. У 1975 р. був делегатом 7-го з'їзду ПЗПР, у 1978 р. членом виконавчого комітету Краківського комітету ПЗПР та головою Краківського комітету Фронту національної єдності. Почесний член Академії образотворчих мистецтв СРСР.

## Біографія
Син Станіслава та Стефанії, народився 1930 року в Ясьонуві біля Березіва. Відвідував класичну молодшу школу в Березіві. Випускник Академії образотворчих мистецтв Яна Матейко у Кракові з 1954 р. (у студії професора Ксаверія Дуніковського) та Інституту ім. Репіна в Петербурзі, де він навчався в 1954—1958 роках. У 1958 р. почав працювати в Академії образотворчих мистецтв у Кракові, а в 1972—1981 рр. став ректором цього університету.
У 1948—1954 рр. належав до Польського союзу молоді. У 1953 році приєднався до Польської об'єднаної робітничої партії (ПОРП). З 1958 по 1980 рр. був членом Польської вчительної спілки. Конечний також вступив до Асоціації польських художників.
Поховали Мар'яна Конечного на Раковицькому цвинтарі в Кракові на Алеї Заслужених. Краків.

## Творчість
Конечний є творцем чудових скульптурних композицій, медалей, портретів відомих поляків, в тому числі Конрада Свінарського, Кшиштофа Пендерецького. Мар'ян Конечний також є автором надгробної пам'ятки актриси Барбари Квятковської-Ласс, створеної у 1998 році, та надгробного каменю професора Віктора Зіна створеного у 2012 році на кладовищі Раковицьких.
Автор великої кількості пам'ятників в країні і за кордоном, в тому числі:
- Пам'ятник героям Варшави (Варшава, 1964)
- Пам'ятник Марії Склодовській-Кюрі (Люблін, 1964)
- Пам'ятник Подяки Червоній армії (Ченстохова, 1968, знищений в 1989)
- Пам'ятник Леніну (Нова Гута (Краків), 1973 — демонтований в 1989)
- Пам'ятник Революційних подій (Ряшів, 1974)
- Грюнвальдський пам'ятник (Краків, 1976)
- Пам'ятник Тадеушу Костюшко (Філадельфія, США, 1979)
- Пам'ятник Вінцентій Пстровському (Забже, до 1979)
- Пам'ятник Леону Кручковському (Сосновець,1979-1980)
- Пам'ятник слави і мучеництва (Алжир, 1982, співавтор)
- Пам'ятник С. Виспянському (Краків, 1982)
- Пам'ятник Григорію Саноцькому (Сянік, 1985)
- Пам'ятник Вінсенті Вітосу (Варшава, пл. Три хрести, 1985)
- Пам'ятник Яну Матейку (Варшава, 1989)
- Статуя Шопену (Хамамацу, Японія, 1990)
- Пам'ятник Едуарду Хаузу (Варшава, 1991)
- Пам'ятник Вінцентію Вітосу (Варшава, 1993)
- Пам'ятник Бартошу Гловацькому (під Рацлавицями, 1994)
- Пам'ятник Яну Матейку (Варшава, 1995)
- Пам'ятник Барбарі Квятковській-Ласу (кладовище Раковицьке, 1998)
- Два пам'ятника Івану Павлу II (Ліхень Старий і Лежайськ, 1999)
- Пам'ятник «Фонтан Аполлона» (Познань, 2002)
- Пам'ятник Івану Павлу II (Лежайськ, 2002)
- Пам'ятник гетьману Яну Замойському (Замостя, 2005)
- Пам'ятник Олександру Завадському (Домброва-Гурниця)
- Пам'ятник Республіці Тарнобже

### Неіснуючі пам'ятники
- Пам'ятник вдячності Радянській Армії в Ченстохові 1968 року (демонтований у 1992 році),
- Пам'ятник Леніну в Новій Гуті з 1973 року (демонтований у 1989 році).

## Нагороди
- Державну премію ПНР I ступеня (1966)
- Командорський хрест із зіркою Ордена Відродження Польщі (1999)
- Золота Медаль «За заслуги в культурі Gloria Artis» (2009)

Лауреат багатьох конкурсів та інших державних нагород.

## Галерея

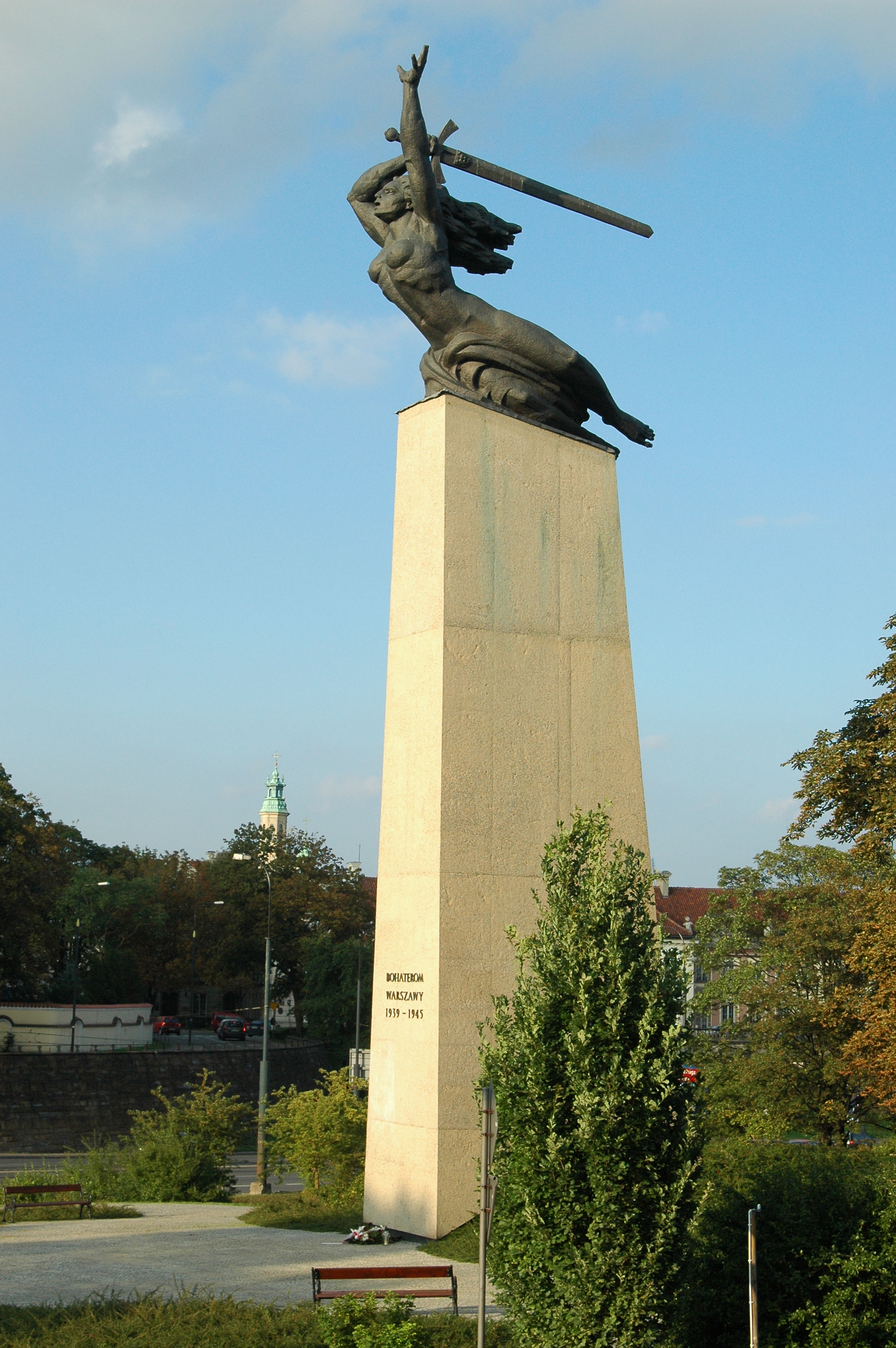
Пам'ятник героям Варшави
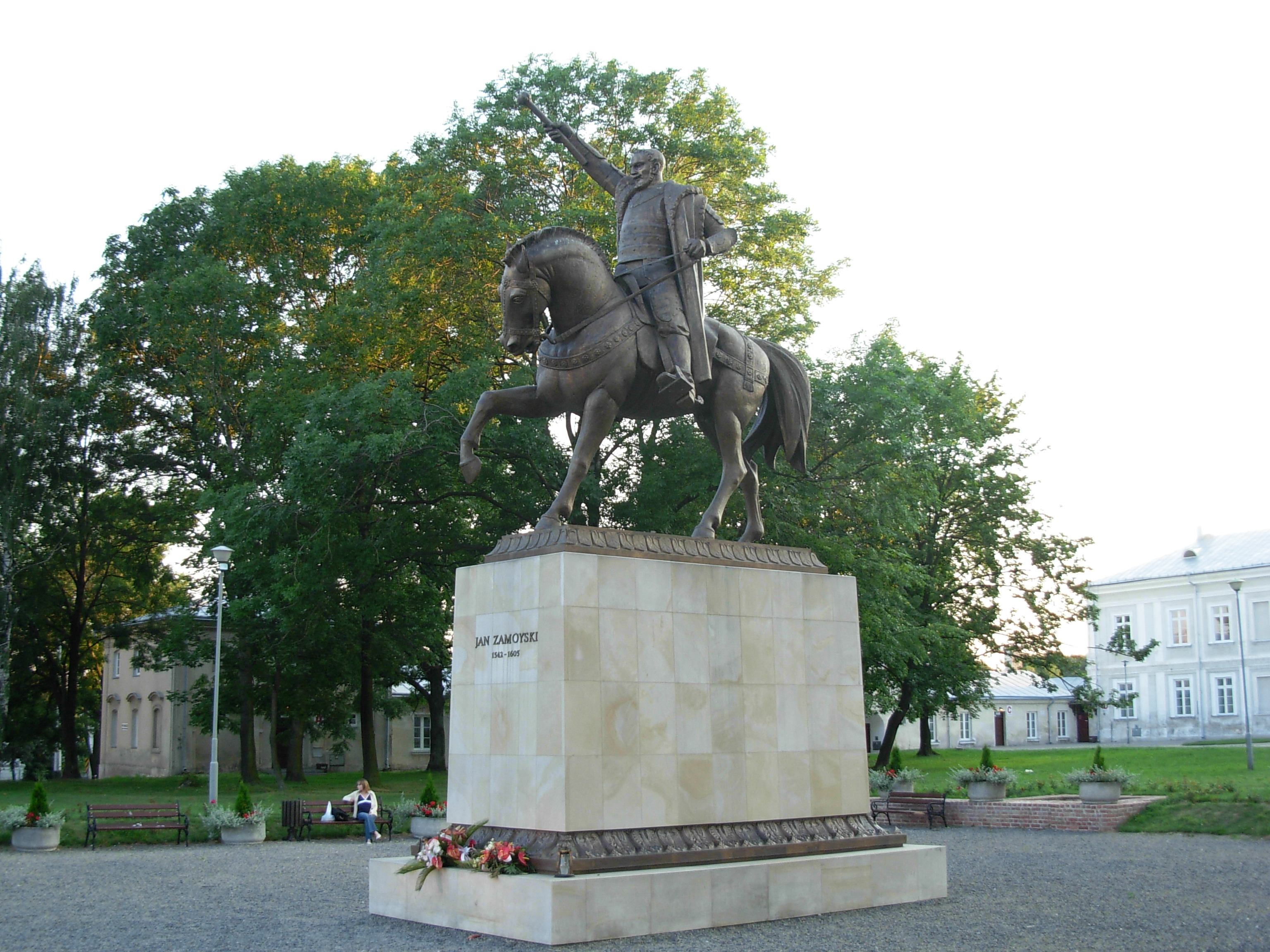
Пам'ятник гетьману Замойському (Замость)
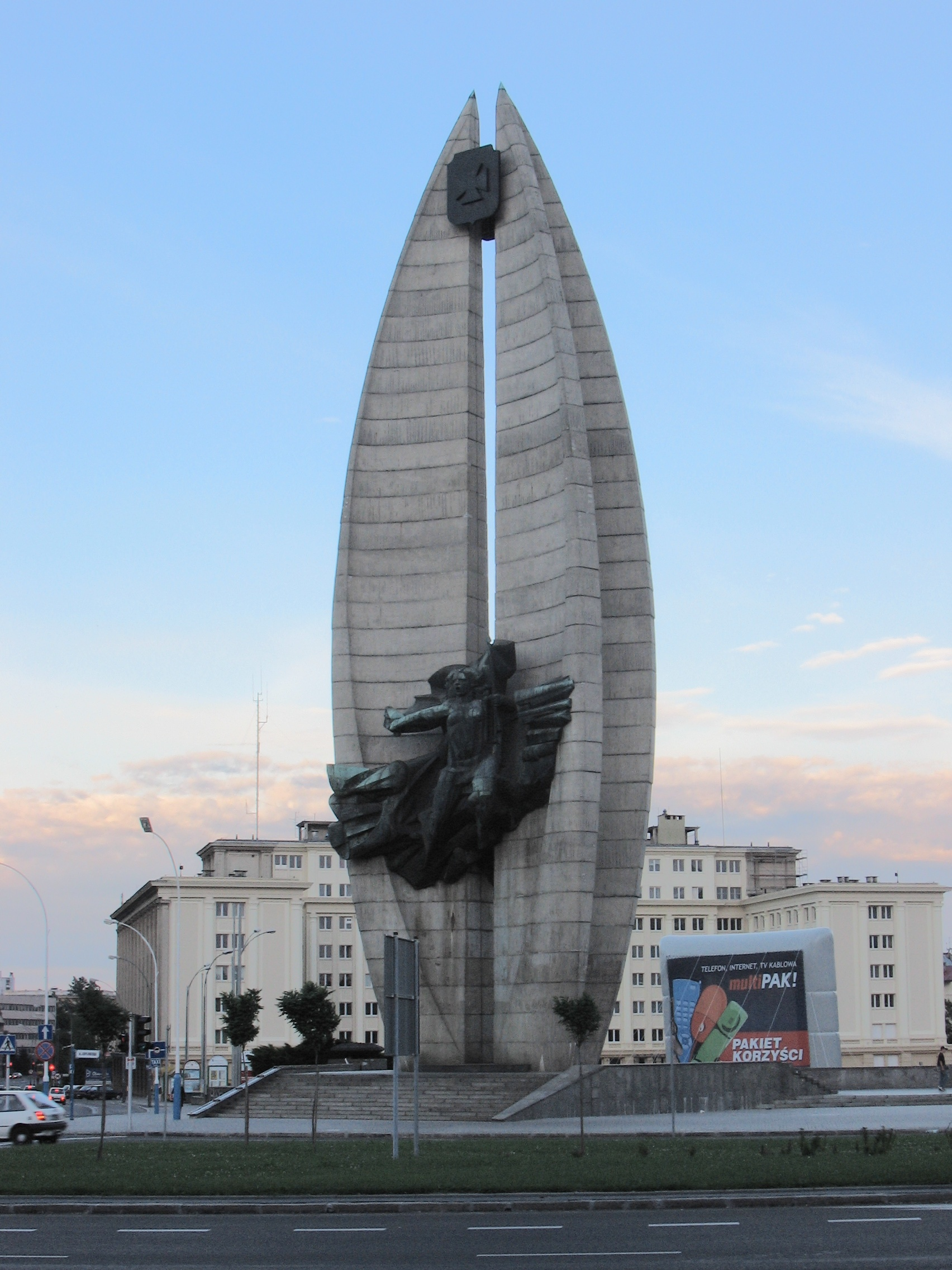
Пам'ятник Революційних подій (Ряшів)
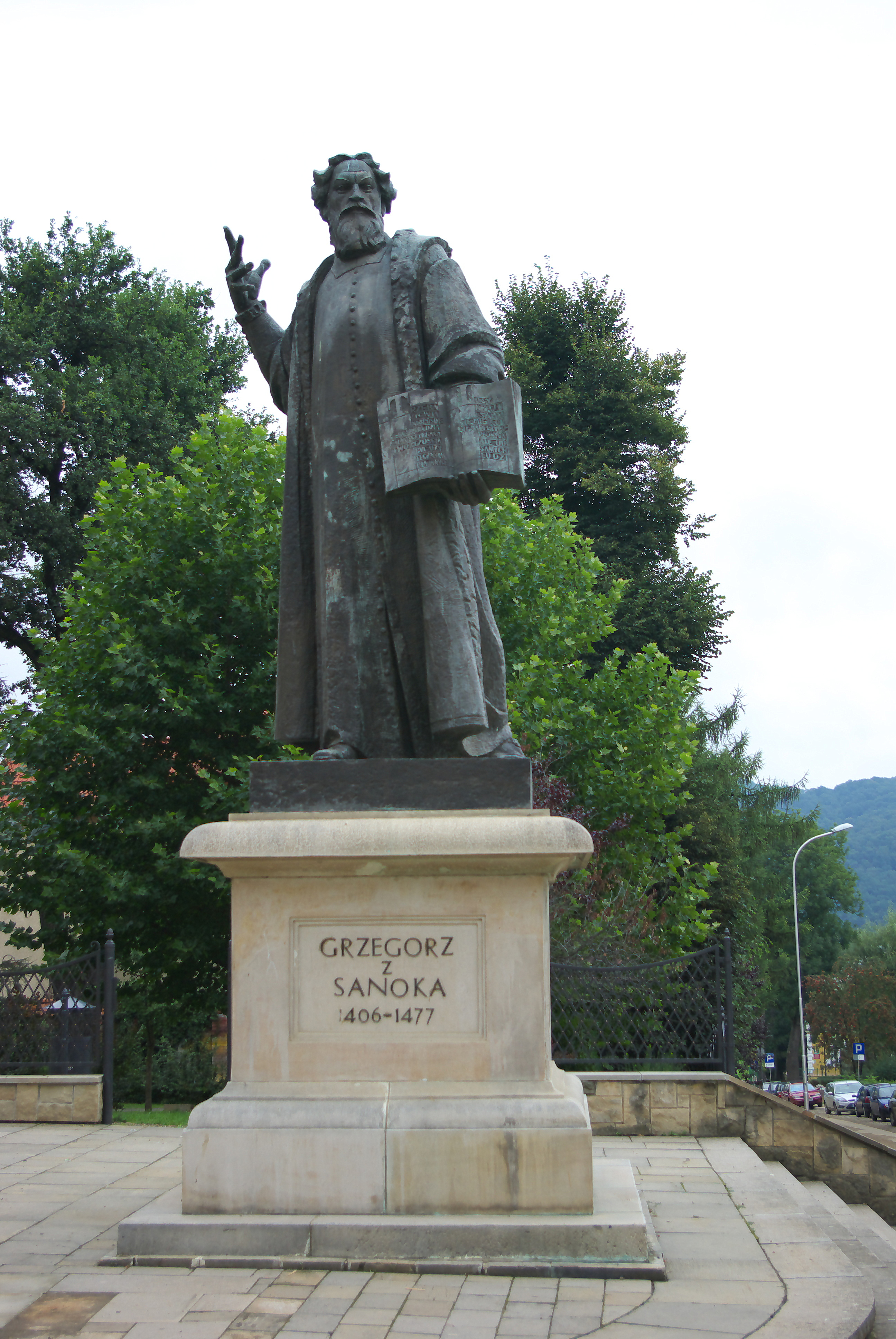
Пам'ятник Григорію Саноцькому (Сянік)
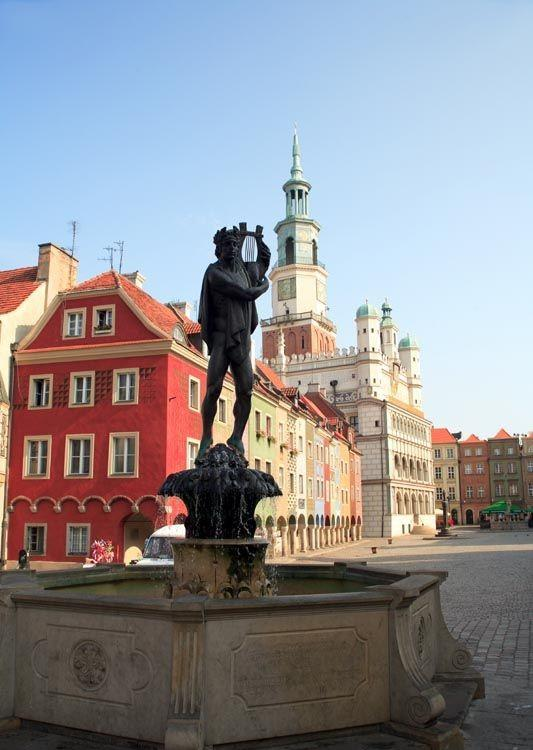
Пам'ятник «Фонтан Аполлона» (Познань)
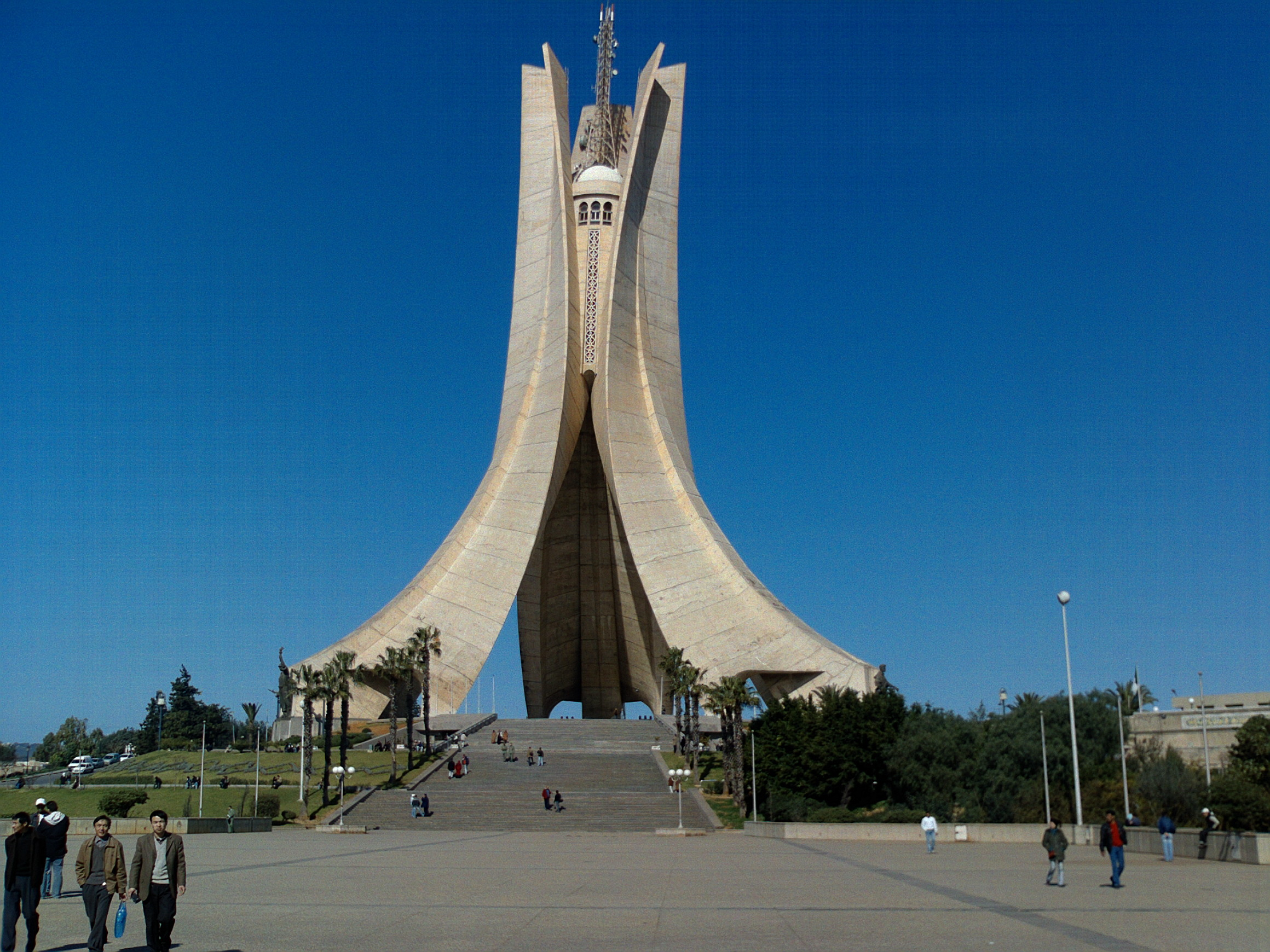
Пам'ятник слави і мучеництва (Алжир)
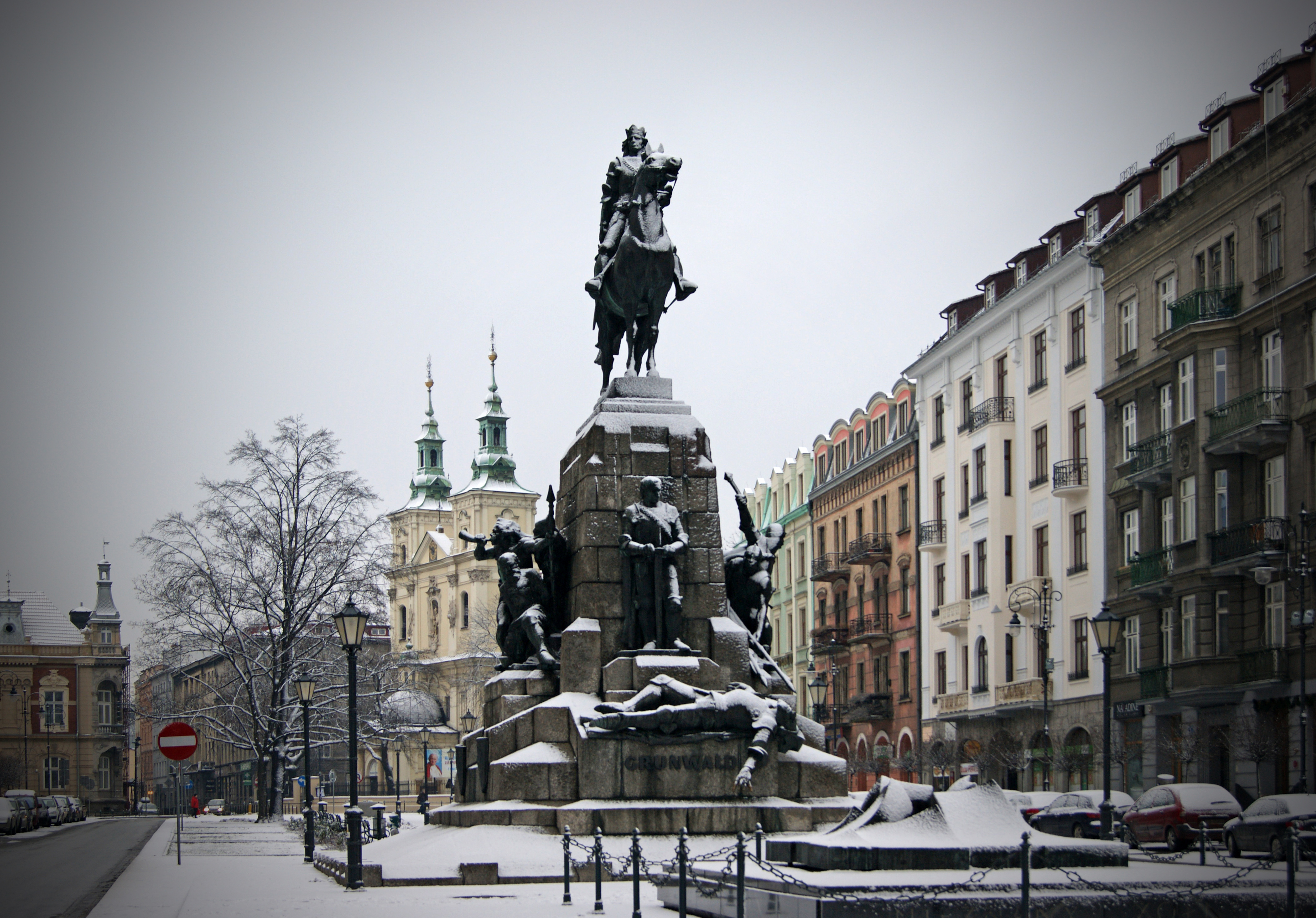
Грюнвальдській пам'ятник (Краків)
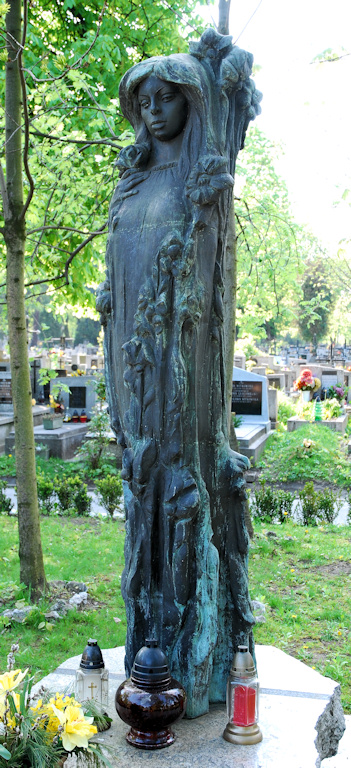
Пам'ятник актрисі Квятковській-Ласс на Раковицькому кладовищі